# West Siang (huyện)
Huyện West Siang là một huyện thuộc bang Arunachal Pradesh, Ấn Độ. Thủ phủ huyện West Siang đóng ở Along. Huyện West Siang có diện tích 8325 ki lô mét vuông. Đến thời điểm năm 2001, huyện West Siang có dân số 103575 người.